# サム・クーンロッド
サミュエル・ティモシー・クーンロッド（Samuel Timothy Coonrod,  1992年9月22日 - ）は、アメリカ合衆国ミズーリ州セントルイス出身のプロ野球選手（投手）。右投右打。フリーエージェント(FA)。

## 経歴

### プロ入りとジャイアンツ時代
2014年のMLBドラフト5巡目（全体148位）でサンフランシスコ・ジャイアンツから指名され、プロ入り。契約後、傘下のルーキー級アリゾナリーグ・ジャイアンツでプロデビュー。15試合（先発5試合）に登板して1勝0敗、防御率3.90、25奪三振を記録した。
2015年はA級オーガスタ・グリーンジャケッツでプレーし、23試合（先発22試合）に登板して7勝5敗、防御率3.14、114奪三振を記録した。
2016年はA+級サンノゼ・ジャイアンツとAA級リッチモンド・フライングスクウォーレルズでプレーし、2球団合計で24試合に先発登板して9勝6敗、防御率2.55、94奪三振を記録した。
2017年はAA級リッチモンドでプレーし、24試合（先発18試合）に登板して4勝11敗、防御率4.69、94奪三振を記録した。
2018年はトミー・ジョン手術を受けた。シーズンではルーキー級アリゾナリーグ・ジャイアンツとA+級サンノゼでプレーし、2球団合計で10試合（先発2試合）に登板して防御率5.40、23奪三振を記録した。オフの11月20日にルール・ファイブ・ドラフトでの流出を防ぐために40人枠入りした。
2019年は開幕をAAA級サクラメント・リバーキャッツで迎えた。5月26日にメジャー初昇格を果たした。同日のアリゾナ・ダイヤモンドバックス戦でメジャーデビュー。この年メジャーでは33試合に登板して5勝1敗、防御率3.58、20奪三振を記録した。

### フィリーズ時代
2021年1月9日にカーソン・ラグスデールとのトレードで、フィラデルフィア・フィリーズへ移籍した。シーズンでは、42試合（先発2試合）に登板して、2勝2敗、防御率4.04の成績を残した。
2022年は4月14日に肩の張りのため60日間の故障者リストに入った。マイナーでの復帰登板が7月、メジャーでの初登板は8月と出遅れ、シーズン12試合に登板したが、0勝0敗、防御率7.82という結果に終わった。
2023年1月30日にDFAとなった。

### メッツ時代
2023年2月6日、ウェイバー公示を経てニューヨーク・メッツに移籍した。4月6日に広背筋挫傷のため60日間の故障者リストに入った。8月14日に故障者リストから復帰し、移籍後初登板を果たした。オフの11月17日にノンテンダーFAとなった。

## 投球スタイル
| 球種           | 割合 | 平均球速 | 平均球速 | 最高球速 | 最高球速 |
| 球種           | %    | mph      | km/h     | mph      | km/h     |
| -------------- | ---- | -------- | -------- | -------- | -------- |
| シンカー       | 53.8 | 97.7     | 157.2    | 100.2    | 162.9    |
| フォーシーム   | 19.5 | 98.5     | 158.5    | 101.2    | 161.3    |
| スライダー     | 18.5 | 90.1     | 145      | 95.1     | 153      |
| チェンジアップ | 8.1  | 90.4     | 145.5    | 92.6     | 149      |

全投球の7割以上を速球が占めるパワーピッチャー。変化球はスライダーとチェンジアップがある。最速は、2020年に記録した101.4mph（163.2km/h）。

## 詳細情報

### 年度別投手成績
| 年 度    | 球 団    | 登 板 | 先 発 | 完 投 | 完 封 | 無 四 球 | 勝 利 | 敗 戦 | セ 丨 ブ | ホ 丨 ル ド | 勝 率 | 打 者 | 投 球 回 | 被 安 打 | 被 本 塁 打 | 与 四 球 | 敬 遠 | 与 死 球 | 奪 三 振 | 暴 投 | ボ 丨 ク | 失 点 | 自 責 点 | 防 御 率 | W H I P |
| -------- | -------- | ----- | ----- | ----- | ----- | -------- | ----- | ----- | -------- | ----------- | ----- | ----- | -------- | -------- | ----------- | -------- | ----- | -------- | -------- | ----- | -------- | ----- | -------- | -------- | ------- |
| 2019     | SF       | 33    | 0     | 0     | 0     | 0        | 5     | 1     | 0        | 0           | .833  | 114   | 27.2     | 19       | 3           | 15       | 1     | 4        | 20       | 2     | 1        | 11    | 11       | 3.58     | 1.23    |
| 2020     | SF       | 18    | 0     | 0     | 0     | 0        | 0     | 2     | 3        | 3           | .000  | 71    | 14.2     | 17       | 2           | 7        | 0     | 2        | 15       | 1     | 0        | 16    | 16       | 9.82     | 1.64    |
| 2021     | PHI      | 42    | 2     | 0     | 0     | 0        | 2     | 2     | 2        | 8           | .500  | 185   | 42.1     | 41       | 5           | 15       | 1     | 3        | 48       | 4     | 0        | 21    | 19       | 4.04     | 1.32    |
| 2022     | PHI      | 12    | 0     | 0     | 0     | 0        | 0     | 0     | 0        | 3           | ----  | 58    | 12.2     | 12       | 1           | 7        | 0     | 3        | 12       | 1     | 0        | 12    | 11       | 7.82     | 1.50    |
| MLB：4年 | MLB：4年 | 105   | 2     | 0     | 0     | 0        | 7     | 5     | 5        | 11          | .583  | 428   | 97.1     | 89       | 11          | 44       | 2     | 12       | 95       | 8     | 1        | 60    | 57       | 5.27     | 1.37    |

- 2022年度シーズン終了時

### 年度別守備成績
| 年 度 | 球 団 | 投手（P） | 投手（P） | 投手（P） | 投手（P） | 投手（P） | 投手（P） |
| 年 度 | 球 団 | 試 合     | 刺 殺     | 補 殺     | 失 策     | 併 殺     | 守 備 率  |
| ----- | ----- | --------- | --------- | --------- | --------- | --------- | --------- |
| 2019  | SF    | 33        | 3         | 4         | 0         | 1         | 1.000     |
| 2020  | SF    | 18        | 2         | 2         | 0         | 0         | 1.000     |
| 2021  | PHI   | 42        | 1         | 4         | 1         | 0         | .833      |
| 2022  | PHI   | 12        | 1         | 0         | 1         | 0         | .500      |
| MLB   | MLB   | 105       | 7         | 10        | 2         | 1         | .895      |

- 2022年度シーズン終了時

### 背番号
- 65（2019年 - 2020年）
- 54（2021年 - 2022年）
- 45（2023年）